# Nacionalno groblje Arlington
Nacionalno groblje Arlington (eng. Arlington National Cemetery) u Arlingtonu, saveznoj državi Virginia u Sjedinjenim Američkim Državama je vojno groblje na koje se pokapaju poginuli ili umrli američki vojnici. Groblje je uspostavljeno za vrijeme Američkog građanskog rata 1864. godine na posjedu konfederalnog generala Roberta E. Leeja. Groblje se nalazi nasuprot rijeci Potomac, blizu američkog glavnog grada Washingtona i središta američkog ministarstva obrane Pentagona. Jedno je od 142 nacionalna groblja u Sjedinjenim Državama. 
Na prostoru od 2.53 km² pokopano je više od 300 000 ljudi. Vojnici poginuli u svakom ratu koje su vodile Sjedinjene Države, od Američkog rata za neovisnost do posljednjih ratova u Iraku i Afganistanu su pokopani na groblju. Posmrtni ostaci poginulih prije Američkog građanskog rata su prenijeti na groblje nakon 1900. godine. Zbog ograničenog broja pogrebnih mjesta pokojnik mora zadovoljiti određene uvjete da bi bio pokopan na groblju. Godišnje se obavi oko 6 400 pokopa.
Na Arlingtonu se nalazi Grobnica neznanima, spomenik vojnicima koji su poginuli u službi Sjedinjenih Država, a posmrtni ostaci im nikada nisu identificirani. Godine 1921. u grobnicu je pokopan neidentificirani vojnik poginuo u Prvom svjetskom ratu. Vojnik je odlikovan Medaljom časti i drugim najvišim vojnim odlikovanjima. Spomenik stalno čuva počasna straža svaki dan od 1937. godine bez obzira na vremenske uvjete. Jedna od najvećih časti za pripadnika američkih oružanh snaga jest biti izabran za jednog od čuvara grobnice. Počasni stražari na odorama ne nose oznake i činove kako ne bi imali viši vojni čin u odnosu na neznanog vojnika. Kasnije su u grobnicu pokopani neznani vojnici poginuli u Drugom svjetskom ratu, Korejskom ratu i Vijetnamskom ratu.
Grobnica neznanima dio je Memorijalnog Amfiteatra gdje se održavaju državnički pokopi te ceremonije za blagdane koji slave ameičke vojnike poput Dana veterana. Na groblju se također nalazi i Spomenik američkim marincima koji prikazuje dizanje američke zastave nakon Bitke za Iwo Jimu. Jedan dio groblja čine grobovi konfederalnih vojnika te je podignut spomenik njima u čast. Na groblju Arlington je pokopan i Predsjednik Sjedinjenih Američkih Država John F. Kennedy, na čijem grobu gori vječni plamen.

## Vanjske poveznice
- Službene Stranice